# 毛罗·内斯波利
毛罗·内斯波利（義大利語：Mauro Nespoli，1987年11月22日—）生于沃盖拉，意大利射箭运动员。曾获得2008年北京奥运射箭男子团体亚军、2012年伦敦奥运射箭男子团体冠军和2020年東京奧運射箭男子個人亞軍。